# 新汉诺威文鸟
新汉诺威文鸟（学名：Lonchura nigerrima），是梅花雀科文鸟属的一种，为巴布亚新几内亚的特有种。该物种的保护状况被评为无危。
新汉诺威文鸟的栖息于亚热带或热带的（低地）干草原。